# Begonia edulis
Espèce
Begonia edulis est une espèce de plantes de la famille des Begoniaceae.
L'espèce fait partie de la section Platycentrum.
Elle a été décrite en 1909 par Hector Léveillé (1863-1918).

## Répartition géographique
Cette espèce est originaire du pays suivant : Chine.

## Liste des variétés
Selon Tropicos (6 février 2017) (Attention liste brute contenant possiblement des synonymes) :
- variété Begonia edulis var. edulis
- variété Begonia edulis var. henryi H. Lév.